# Ceramida (insecto)
Ceramida es un género de coleóptero de la familia Scarabaeidae. Son endémicos del sur de la penínsul ibérica. Algunas especies son plagas, especialmente de olivos.

## Especies
Las especies de este género son:
- Ceramida adusta
- Ceramida bedeaui
- Ceramida brancoi
- Ceramida brandeiroi
- Ceramida cobosi
- Ceramida dinizi
- Ceramida jiennensis
- Ceramida longitarsis
- Ceramida luna
- Ceramida malacensis
- Ceramida mauritanica
- Ceramida moelleri
- Ceramida ohausi
- Ceramida zuzartei